# Plazma stealth
Plazma stealth je uporaba ioniziranega plina (plazme) za zmanjšanje radarske opaznosti vojaških letal. Zrakoplov naj bi obdala tanka plast plazme, ki bi absorbirala ali pa deflektirala radarske žarke in tako zmanjšala radarski presek (RCS). Obstaja več metod: od preprostejše elektrostatične (radijske) ali pa laserske.
Leta 1956 je Arnold Eldredge od podjetja General Electric predlagal uporabo pospeševalnika delcev, ki bi letalo obdal z oblakom plazme. Ni podatkov, če so koncept testirali.
V projektu OXCART je CIA financirala sistem, ki bi zmanjšal radarski presek vstopnikov na izvidniškem letalu Lockheed A-12 (Lockheed SR-71). Sistem so testirali vendar ga niso uporabili v praksi.
V praksi npr. na F-22 ali F-117 se za zmanjšanje radarske opaznosti uporablja materiale (RAM), ki absorbirajo radarske žarke ali pa jih deflektirajo proč od izvornega radarja. Stealth letala uporabljajo tudi precej drugačno obliko trupa in kril, vsi sistemi so namreč prilagojeni za manjšo radarsko opaznost. Taka letala so manj aerodinamična in RAM materiali zahtevajo drago vzdrževanje.
Plazma bi lahko omogočala konvencionalnim lovcem manjšo radarsko opaznost.